# Controllo camere

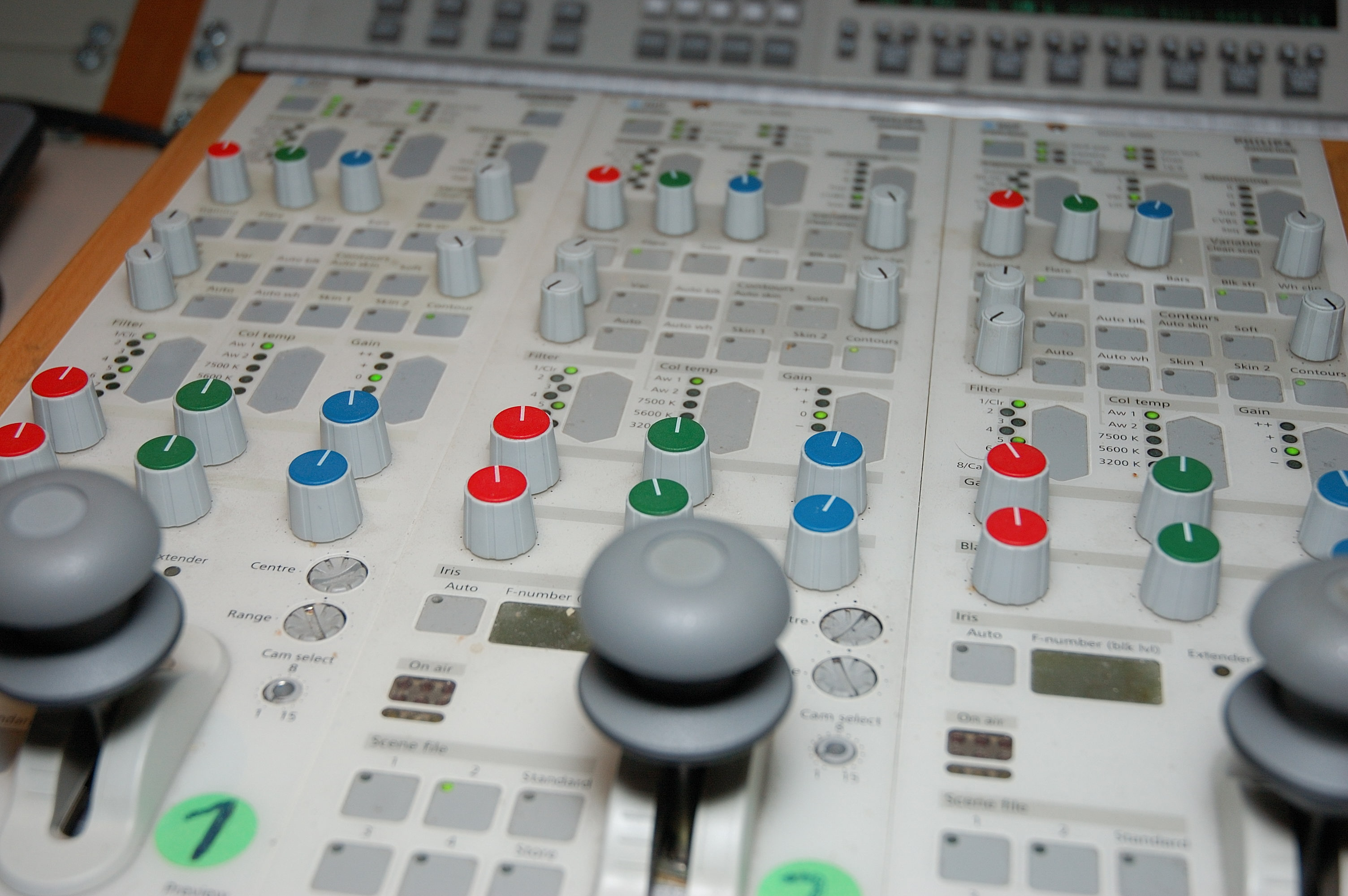
Pannelli di controllo per telecamere Philips LDK.

Il controllo camere, nella produzione televisiva, è la postazione addetta al monitoraggio dei segnali provenienti dalle telecamere e alla regolazione dei loro parametri operativi attraverso appositi pannelli. Con lo stesso termine si indica anche l'operatore tecnico che presidia la postazione.
In studio e ovunque vi siano luci aggiunte, il controllo camere lavora in stretta collaborazione con il direttore della fotografia, mentre negli eventi in luce naturale, come per esempio manifestazioni sportive, egli deve adattarsi alla situazione. In ogni caso, il compito fondamentale del controllo camere è di assicurare la correttezza tecnica dei segnali e l'uniformità delle riprese indipendentemente dal punto di vista.
Per una ripresa corretta, infatti, è necessario che non ci siano differenze di livello o di colore visibile nel passaggio da una telecamera ad un'altra.
Il ruolo tecnico del controllo camere riveste spesso un'importanza rilevante tra il personale. Il tecnico in questione è spesso anche il tecnico di riferimento per lo studio stesso, se non il responsabile tecnico in loco di tutta l'infrastruttura.

## Regolazioni principali

### Diaframma
Il controllo del diaframma è il compito principale del controllo camere. A seconda del tipo di ripresa può essere sufficiente una regolazione fissa, con solo piccoli ritocchi se necessario, oppure una grande escursione e la necessità di regolazioni continue: si pensi per esempio alla differenza tra un teatro di posa illuminato appositamente e un campo di calcio in pieno sole, con una parte del campo in netta ombra.
La regolazione del diaframma si effettua di solito con un apposito joystick, dotato di regolazioni di escursione e raggio d'azione, nonché di grande inerzia dinamica.

### Livello del nero
Il livello del nero permette di regolare, grosso modo, il contrasto generale dell'immagine. A seconda del soggetto il livello elettrico del nero può essere alzato o abbassato, facendo risaltare i toni scuri dell'immagine oppure schiarendoli. Il livello del nero si regola con un comando rotativo di solito integrato nel joystick del diaframma.

### Bilanciamento del bianco
Il bilanciamento del bianco è una regolazione essenziale, che adatta i colori in uscita dalla telecamera alla temperatura di colore della scena ripresa. I singoli valori RGB sono regolabili singolarmente. La regolazione avviene inquadrando un oggetto bianco e, nel caso, raffinata ad occhio sulla tonalità della pelle, verificando i livelli sul vettorscopio e su un monitor di classe broadcast, progettato per riprodurre fedelmente ogni variazione del segnale.

## Regolazioni secondarie

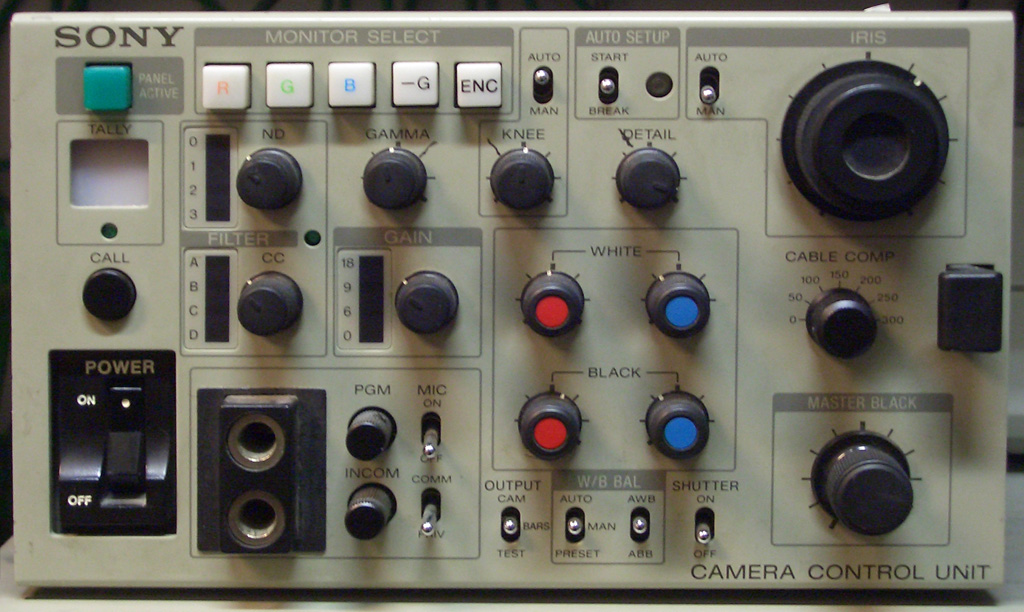
Una CCU della Sony. Un buon numero di controlli è accessibile dalla CCU stessa, ma anche remotabile da un pannello separato.

### Filtri
In alcuni modelli di telecamera, i filtri disponibili sono motorizzati e comandati dal pannello di controllo. Questo permette un controllo centralizzato dei filtri usati. Di solito, tutte le telecamere montano una serie di filtri neutri, di correzione del colore e alcuni effetti (tipicamente filtri stella e soft).

### Guadagno
Il guadagno permette di aumentare la sensibilità della telecamera, per riprese in luce scarsa. Questo, ovviamente, aumenta il rumore di fondo. Le telecamere di classe più elevata dispongono di guadagni negativi (tipicamente -3dB), per ridurre il rumore di fondo quando il livello luminoso lo consente.

### Flare
Il flare è una regolazione cromatica che permette di compensare eventuali dominanti introdotte dall'obiettivo. Si tratta di una regolazione RGB complementare al bilanciamento del bianco.

### Dettaglio
Il livello del dettaglio regola la quantità di nitidezza applicata all'immagine per via elettronica. A seconda del soggetto, può essere preferibile una regolazione più morbida o più incisa.

### Skin
Lo skin è una regolazione di dettaglio applicata solo a una certa tonalità cromatica. È molto utile per ammorbidire, per esempio, la resa della pelle senza ridurre troppo il dettaglio sulle altre zone. È comunque applicabile a qualsiasi finestra cromatica, non necessariamente quella delle carnagione.

### Knee

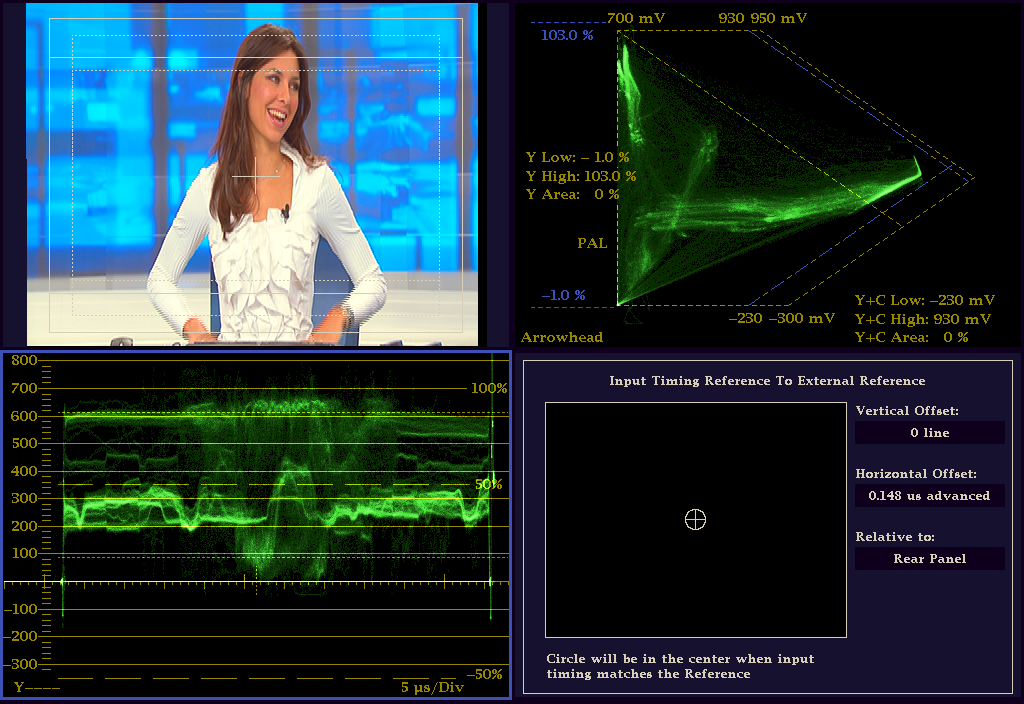
Immagine strumentale della ripresa di un soggetto con un abito bianco. Si noti come la regolazione del knee permetta la visibilità dei dettagli nel bianco, tramite una forte compressione che, nell'esempio, inizia a 900 mV).

Il knee è una regolazione della compressione dinamica dei livelli video. Serve in genere per comprimere la gamma dinamica del segnale in modo da estendere il rapporto di contrasto che è possibile riprendere. Un'appropriata regolazione del knee permette di gestire un livello del bianco superiore anche del 600% a quello nominale.
La regolazione del knee avviene tramite due impostazioni separate, dette point (il livello dal quale inizia la compressione) e slope (l'inclinazione della curva di risposta).

### Esposizione
Normalmente le telecamere hanno un tempo di esposizione legato alla cadenza di ripresa, cioè di 1/60 (NTSC) o 1/50 (PAL) di secondo. Se la ripresa deve essere poi rallentata e sono necessari singoli fotogrammi più nitidi, la velocità di otturazione può essere aumentata, a scapito di un certo effetto di sfarfallio nella visione a velocità normale. L'otturatore elettronico può anche essere regolato a valori incrementabili con precisione, per riprendere monitor di computer con frequenze diverse da quella nominale della telecamera.

### Gamma
Nonostante la correzione di gamma applicata dalle telecamere sia nominalmente costante, è possibile intervenire su questo circuito per un controllo accurato del contrasto e della resa tonale.